# Kehlani
Kehlani Ashley Parrish (ur. 24 kwietnia 1995) – amerykańska piosenkarka, autorka tekstów, tancerka.
Kehlani pochodzi z Oakland w Kalifornii, gdzie osiągnęła początkową sławę jako członek grupy popowej Poplyfe, która była finalistą America’s Got Talent. W 2014 roku wydała swój pierwszy mixtape Cloud 19. Album ten znalazł się na liście 50 najlepszych albumów w 2014 stworzonej przez Complex. Drugi mixtape Kehlani, You Should Be Here, zadebiutował jako 5 na amerykańskim rankingu R&B/Hip-Hop w roku 2015. Poprzedził on wyprzedaną trasę koncertową po Północnej Ameryce. W 2016 roku jej album You should be here został nominowany do nagrody Grammy jako Best Urban Contemporary Album. Debiutancki album studyjny Kehlani, SweetSexySavage, został wydany 27 stycznia 2017 roku.

## Dzieciństwo
Kehlani dorastała w Oakland w Kalifornii. Była wychowywana przez ciotkę - jej ojciec zmarł, gdy była młoda, a matka siedziała w więzieniu. Uczęszczała do Oakland School of Arts, koncentrując się na tańcu.
Na początku życia Kehlani trenowała jako tancerka w Juilliard School. W gimnazjum ucierpiała z powodu urazu kolana, więc zwróciła uwagę na śpiew. Jej ciotka słuchała prawie wyłącznie artystów R&B i neo soul. Kehlani uważa, że największy wpływ na jej muzykę miały Lauryn Hill, Erykah Badu i Jill Scott. W wieku 14 lat dołączyła do lokalnego zespołu wykonującego covery muzyki popowej, PopLyfe.

## Kariera

### 2009–2013: Początek kariery
Kariera Kehlani zaczęła się, gdy dołączyła do zespołu PopLyfe. Muzyka zespołu była wydawana przez byłego członka Tony! Toni! Toné!, D'Wayne Wiggins. W ciągu dwóch lat grupa wystąpiła w Bay Area i innych miastach. W 2011 r. wzięli udział w America's Got Talent, gdzie zajęli czwarte miejsce. Podczas ostatniego występu Piers Morgan, siedzący w jury, powiedział Kehlani „Masz prawdziwy talent, ale nie uważam, że potrzebujesz tej grupy”.
Po zakończeniu America's Got Talent, Kehlani opuściła PopLyfe z powodu kilku sporów o charakterze menedżerskim i umownym. W ciągu sześciu miesięcy unikała robienia jakiejkolwiek muzyki z obawy o pozew ze strony zarządu grupy. W latach 2012–2013 Kehlani była bezdomna. Przemieszczała się z domu do domu i często spała na kanapach. W trakcie ostatniego roku szkoły średniej przeniosła się do Los Angeles w Kalifornii bez prawnego opiekuna. W 2013 roku Nick Cannon, który był gospodarzem programu America's Got Talent, podczas trasy PopLyfe, poprosił o przekazanie Kehlani propozycji do dołączenia do grupy. Na początku zgodziła się i pojechała do Los Angeles, ale ostatecznie nie podobało się jej kierownictwo, więc przeniosła się z powrotem do Oakland. Aby zdobyć jedzenie i pieniądze, zaczęła kraść rzeczy ze sklepów spożywczych. Kilka miesięcy później Kehlani wydała swój pierwszy solowy utwór na SoundCloud, nazwany „ANTISUMMERLUV”. Po usłyszeniu piosenki Cannon zadzwonił do niej ponownie, tym razem z propozycją zakwaterowania jej w apartamencie w Los Angeles wraz z czasem studyjnym.

### od 2014-2017:Cloud 19,You Should Be Here, andSweetSexySavage
W 2014 czas studyjny zakończył się wydaniem jej pierwszego mixtapeu - "Cloud 19". Zajął on dwudzieste ósme miejsce w rankingu „50 Best Albums of 2014” stworzonym przez Complex, a także znalazł się wśród „Overlooked Mixtapes 2014” Pitchfork. Jej utwór wydany pod koniec 2014, „Till the Morning”, został umieszczony 7 listopada 2014 przez Billboard jako jeden z „Emerging Picks of the Week”. W 2015 Kehlani zagrała support na koncercie G-Eazy podczas „From the Bay to the Universe tour”. 28 kwietnia 2015 wydała drugi mixtape – „You should be here”. W albumie gościnnie występuje Chance the Rapper oraz BJ the Chicago Kid. Kiedy zadebiutował na piątym miejscu US Billboard's Top R&B/Hip-Hop Albums został nazwany przez magazyn Billboard „pierwszym tegorocznym wielkim albumem R&B”. Tydzień po premierze „You should be here” Kehlani podpisała umowę z Atlantic Records. Po wydaniu płyty wyruszyła w trasę koncertową „You Should Be Here tour” po Północnej Ameryce i Europie. W 2015 otrzymała również kilka wyróżnień: Complex nazwał ją jedną z „15 artystów, których trzeba uważać w 2015 roku”, a Rolling Stone jedną z 10 nowych artystów, których potrzebujesz. Została także nominowana do "2016 Grammy Award for Best Urban Contemporary Album". Kehlani współpracowała z Zaynem nad piosenką „Wrong” z jego debiutanckiego albumu „Mind of Mine” wydanego 25 marca 2016 roku. Jej piosenka „Gangsta” pojawiła się na ścieżce dźwiękowej do hitowego filmu Legion samobójców. 26 listopada 2016 roku ujawniła tytuł swojego debiutanckiego albumu „SweetSexySavage”, który został wydany 27 stycznia 2017 w Atlantic Records.

### 2018-Obecnie: Było dobrze, dopóki nie było... i Blue Water Road
Kehlani zagrała koncert otwierający trasę "Tell Me You Love Me World Tour" amerykańskiej piosenkarki Demi Lovato w Ameryce Północnej która rozpoczęła się 26 lutego 2018 r. i zakończyła 2 kwietnia 2018 r. Następnie otworzyła trasę koncertową Hopeless Fountain Kingdom World Tour amerykańskiej piosenkarki Halsey która odbyła się podczas odcinka Oceanii w kwietniu 2018 r. Tam Halsey zaskoczyła Kehlani organizując jej huczne śpiewanie na urodziny Kehlani. W marcu 2018 r. Kehlani pojawiła się w singlu "Done for Me" amerykańskiego piosenkarza Charliego Putha. W kwietniu 2018 r. Kehlani pojawiła się również w singlu amerykańskiej raperki Cardi B "Ring" który był jej debiutanckim albumu studyjnego "Invasion Of Privacy". Piosenka znalazła się na 28. miejscu na liście Billboard Hot 100, stając się pierwszym wpisem Kehlani w top 40 na liście. 
22 lutego 2019 roku jej trzeci komercyjny mixtape Whille We Wait został wydany przez Atlantic Records i zadebiutował na dziewiątym miejscu list Billboard 200 w USA. W pierwszym tygodniu mixtape miał 34 000 sprzedanych egzemplarzy. Jest wspierany przez singiel "Night Like This" z udziałem Ty Dolla Sign, "Nunya" z Domem Kennedym i "Butterfly". 
27 września 2019 r. Kehlani i rosyjsko-niemiecki DJ Zedd wydali wspólny singiel zatytułowany "Good Thing". Następnie Kehlani i amerykańska piosenkarka Teyana Taylor wydały singiel "Morning" który ukazał się 1 listopada 2019 r.
28 stycznia 2020 r. Kehlani pojawiła się na promocyjnym singlu kanadyjskiego piosenkarza Justina Biebera "Get Me" z jego piątek albumu studyjnego Changes. Kehlani miała być również zespołem wspierającym u boku amerykańskiego rapera i piosenkarza Jadena Smitha podczas Bieber's Changes Tour, która została przesunięta z powodu pandemii COVID-19. 
Kehlani wydała swój drugi album studyjny "It Was Good Untill It Was't" 8 maja 2020 r. Zadebiutował na drugim miejscu amerykańskiego Billboard 200 w oparciu o 83 000 zarobionych egzemplarzy (w tym 25 000 kopii czystego albumu).
We wrześniu 2020 r. Kehlani nagrała piosenki do wersji deluxe "It Was Good Until It Wasn't" jednakże po sesji zadecydowała, że piosenki będą lepiej pasować do osobnego projektu i rozpoczęła pracę nad nadchodzącym trzecim albumem studyjnym "Blue Water Road". 14 września 2021 Kehlani ujawniła teaser dla "Blue Water Road" i ogłosiła, że album ukaże się zimą. Główny singiel albumu "Altar" został wydany 15 września.

## Życie prywatne
W styczniu 2016 r. potwierdzono, że Kehlani była w związku z amerykańskim koszykarzem Kyrie Irving. W marcu 2016 kanadyjski raper PartyNextDoor opublikował na instagramie zdjęcie jej ręki sugerujące, że do niej wrócił. Spowodowało to kontrowersje i podejrzenia o zdradę, przez co na twitterze pojawiło się setki tysięcy postów przeciwko Kehlani. Negatywne zainteresowanie się jej osobą przez media skłoniło Kehlani do próby samobójczej.
6 września 2019 r. potwierdzono, że Kehlani spotyka się z raperem Keenonem Jacksonem. Po trzech miesiącach jednak Kehlani i YG zerwali. Pomimo zerwania wydali wspólny singiel Konclusions w 2020 r. W maju 2020 r. podczas wywiadu z The Breakfast Club, Kehlani powiedziała, że odkryła, iż YG zdradzał ją. YG jednak przeprosił wypełniając trawnik różami. Pozostają w neutralnych stosunkach. 
12 października 2018 r. Kehlani ogłosiła, że jest w ciąży z pierwszym dzieckiem - dziewczynką. Ojcem dziewczynki jest Javaughn Young-White który jest jej gitarzystą. Dwa miesiące później w grudniu 2018 Kehlani przyznała, że cierpi na depresję prenatalną i ciąża jest trudniejsza niż mogłoby się jej wydawać. 23 marca 2019 r. Kehlani urodziła w domu córeczkę Adeyę Nomi Parrish Young-White. 
Latem 2020 roku Kehlani kupiła małą farmę w Simi Valley w Kalifornii, gdzie żyje razem z córką. 

## Seksualność oraz tożsamość płciowa
Kehlani w przeszłości publicznie zidentyfikowała się jako osoba queer i panseksualna. W kwietniu 2018 r. wyjaśniła swoją seksualność na Twitterze, stwierdzając: "I'm queer. Not bi, not straight. I'm attracted to women, men, REALLY attracted to queer men, non-binary people, intersex people, trans people. lil poly pansexual". Dodała, że ważne dla niej jest używanie w muzyce zaimków żeńskich. 
W wywiadzie dla magazynu Diva w kwietniu 2019 r. Kehlani powiedziała, że jest zdecydowanie w skali niebinarnej chociaż preferuje zaimki "ona". W grudniu 2020 r. zaktualizowała swoje zaimki na Twitterze na "ona/they".
Na początku 2021 r. Kehlani ogłosiła, że identyfikuje się jako lesbijka podczas transmisji na żywo.

## Dyskografia

### Albumy studyjne
- SweetSexySavage (2017)
- It Was Good Until It Wasn't (2020)

#### Mixtape'y
- Cloud 19 (2014)
- You Should Be Here (2015)
- While We Wait (2019)

## Trasy koncertowe
- You Should Be Here Tour (2015)
- SweetSexySavage Tour (2017)